# Цифрова криміналістика
Цифрова (комп'ютерна) криміналістика (англ. digital forensics) — судова наука практичного спрямування, започаткована у 1970-80-х рр., яка вивчає відновлення та дослідження у цифрових пристроях даних, пов'язаних з кіберзлочинністю.
Зростання кіберзлочинності вимагає для її розслідування залучення спеціальних технічних знань. Без належно знайдених, зібраних та оформлених доказів неможливо висунути певній особі обвинувачення та притягнути її до відповідальності. Розвиток технологій ускладнює ситуацію: соціальні мережі, мобільні пристрої та Інтернет використовуються для вчинення злочинів багатьма досі невідомими способами. За цих умов комп'ютерна криміналістична експертиза дуже потрібна, а фахівців з сучасними знаннями не вистачає.
Цифрова криміналістика традиційно охоплює не лише рекомендації, прийоми і засоби викриття та розслідування уже вчинених кіберзлочинів та інших цифрових зловживань, а й рекомендації щодо їх запобігання й випередження — тобто кібербезпеку. Крім цього, закономірності розслідування кіберзлочинів рівною мірою використовуються й у спорах між компаніями та/або фізичними особами (в рамках цивільного права), коли цифрового спеціаліста залучають до відшукання інформації про особу чи компанію, перевіривши їх комп'ютер. Для опису цього типу розслідувань використовується спеціальний термін «eDiscovery». Кібербезпека і кіберрозслідування тісно взаємопов'язані, проте суттєво відрізняються. Кіберрозслідування досліджує незаконну та/або шкідливу поведінку в Інтернеті, її рушійні сили, а кібербезпека — прогнозування, уникнення та реагування на ці дії.